# Узуры
Узу́ры (от бур. γзγγр — кончик, верхушка, остриё) — посёлок в Ольхонском районе Иркутской области. Входит в Хужирское муниципальное образование.

## География
Единственный населённый пункт на восточном берегу Ольхона. Расположен на берегу залива Хага-Яман на северо-востоке острова. Известен своими археологическими памятниками периода неолита (IV—II тыс. до н. э.).
Здесь находятся постоянно действующая метеостанция и лаборатория Сибирского института земной коры.
Бухта окаймлена с севера и юга высокими скалистыми обрывами. С правой стороны бухты через 1,5—2 часа подъёма открываются вид на Байкал и северную оконечность острова. Левая сторона залива примечательна каменными глыбами, создающими причудливые изображения человеческих фигур. Гора возле посёлка носит название «Толгой» — в переводе с бурятского «голова».

## Население
| 2002 | 2010 | 2011 | 2012 |
| ---- | ---- | ---- | ---- |
| 10   | ↘9   | →9   | →9   |

## Галерея

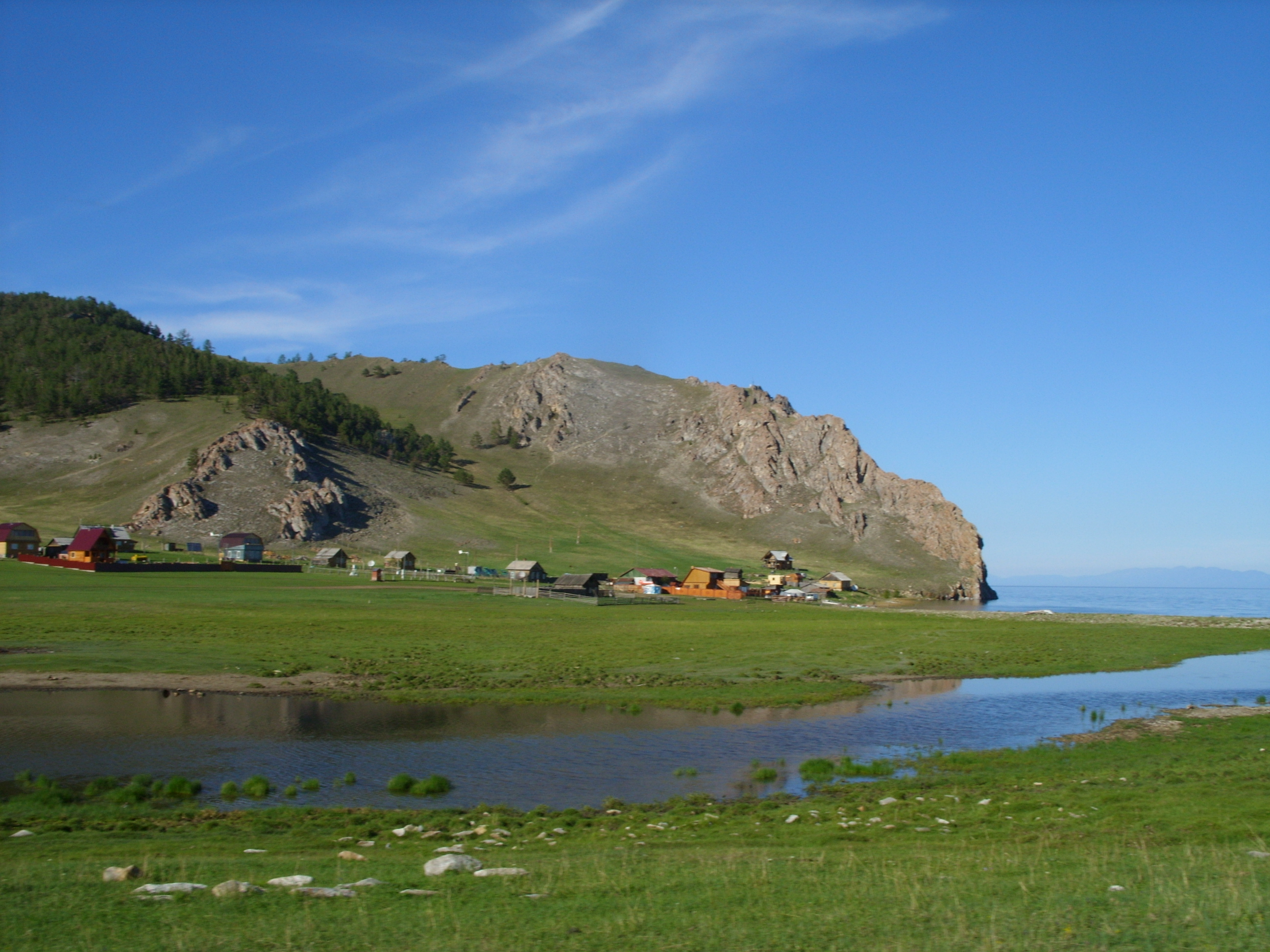
Общий вид поселка Узуры
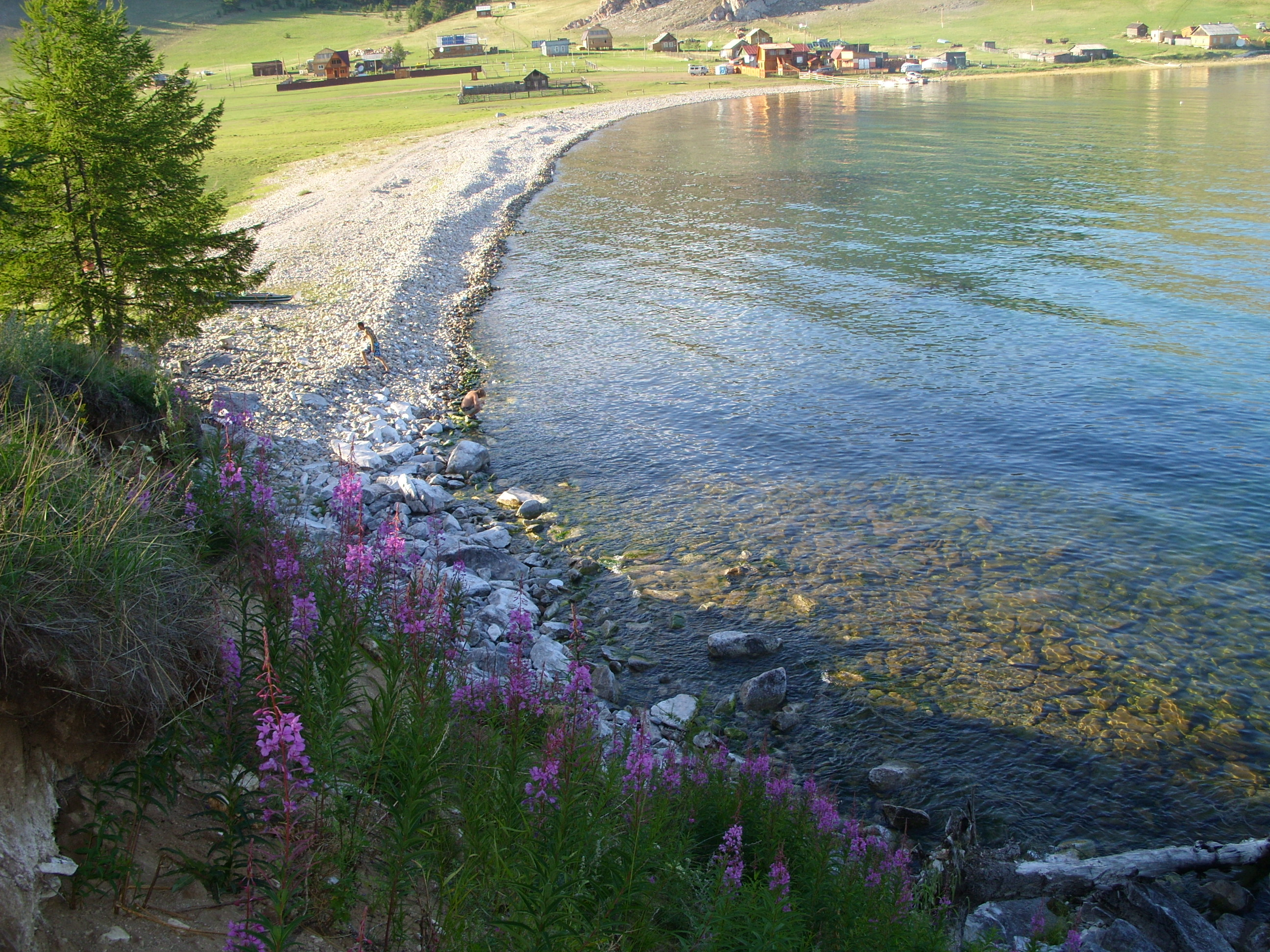
Вид на поселок Узуры
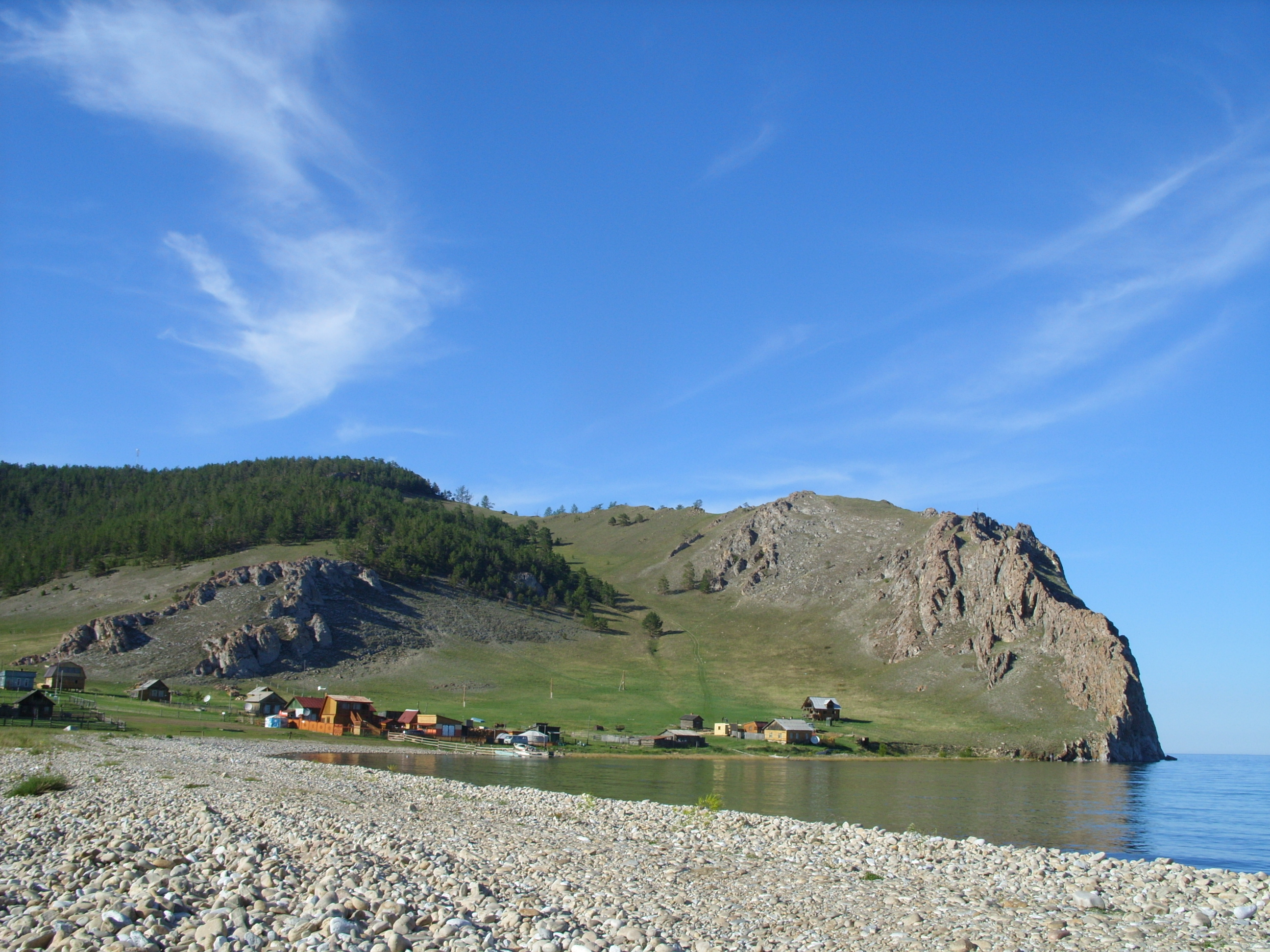
Вид на Узуры
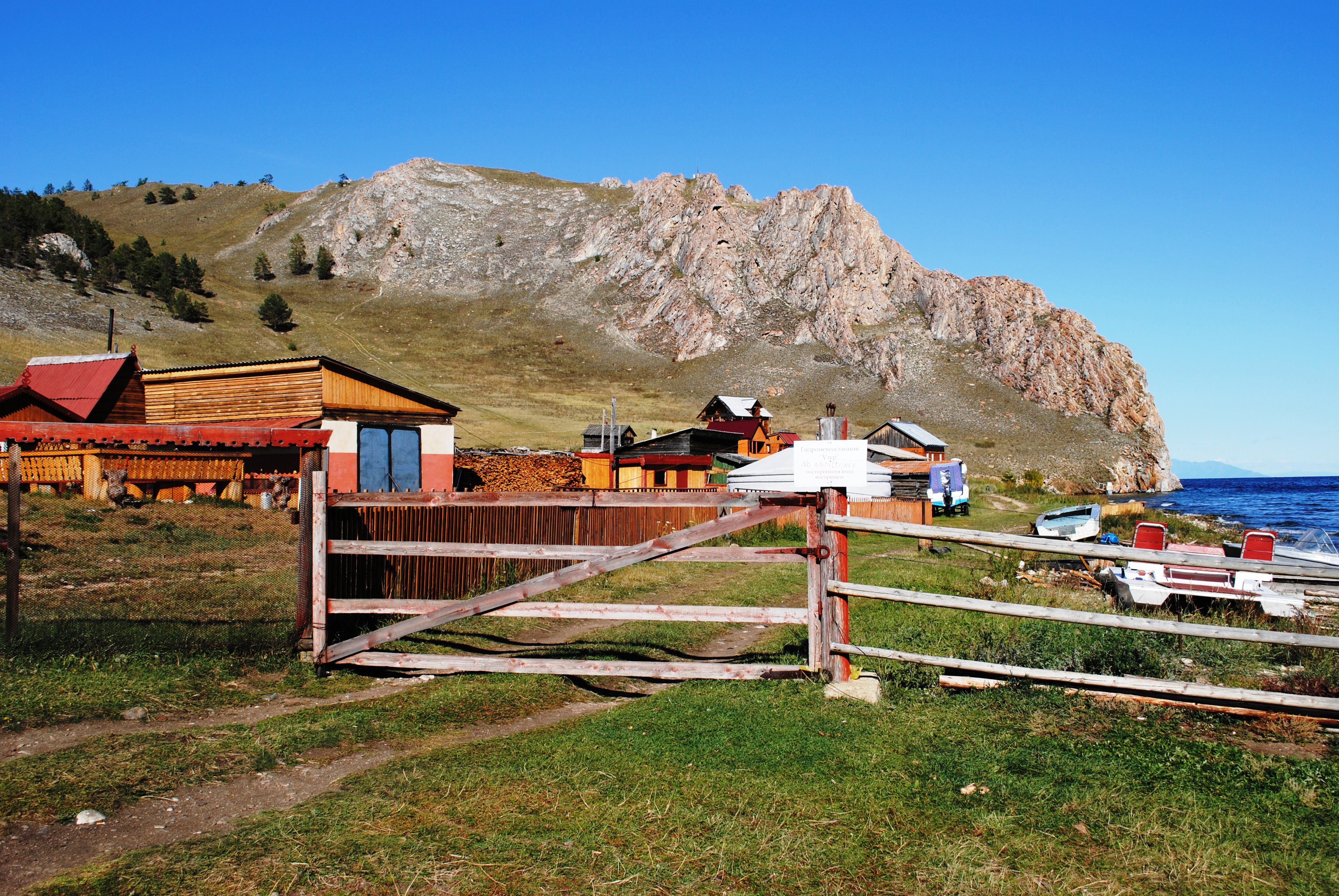
Вид на метеостанцию